# 뎀포산

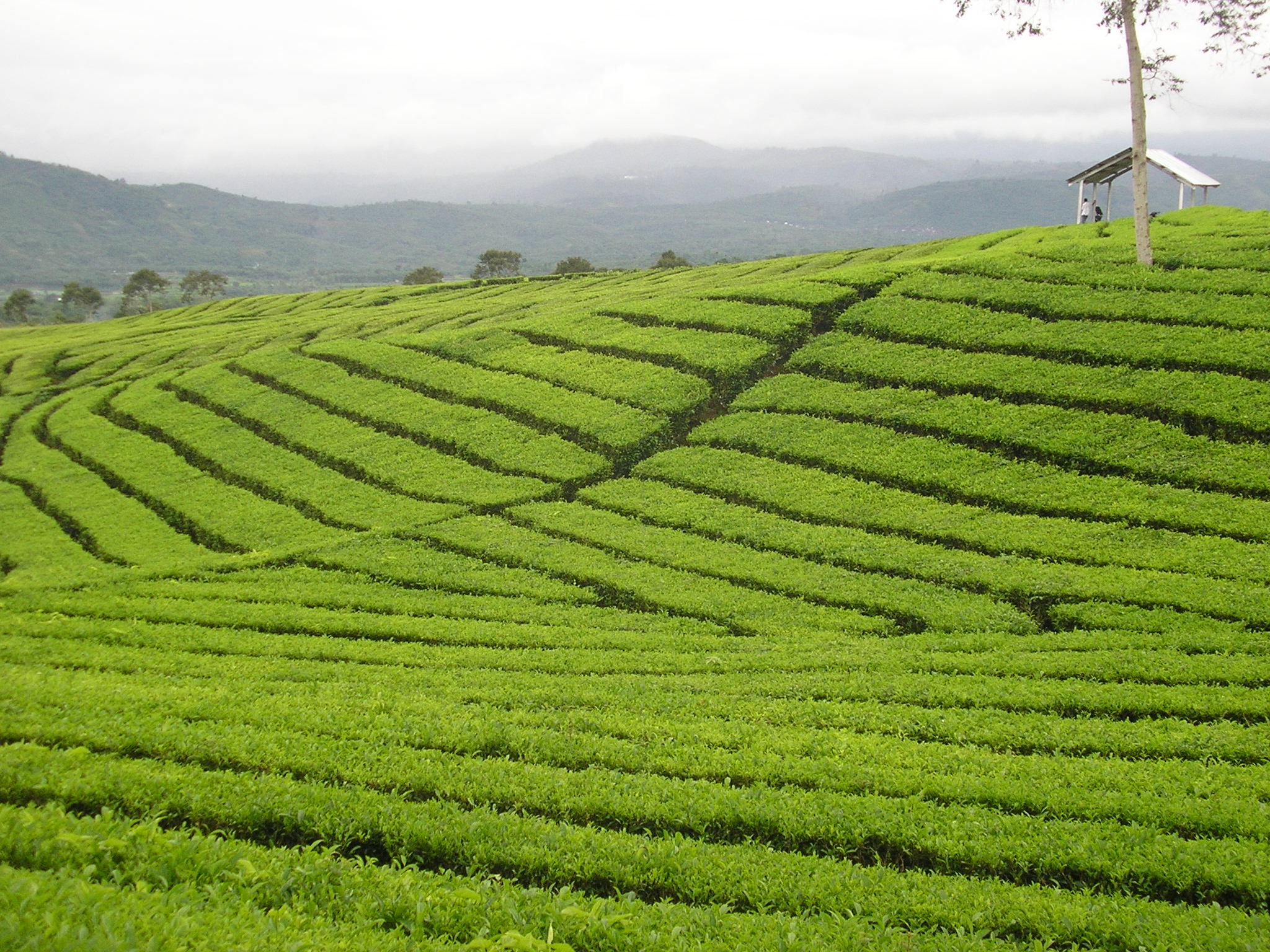
뎀포 산에 있는 차(茶) 플랜테이션 지대

뎀포산(인도네시아어: Gunung Dempo)은 인도네시아 수마트라섬 남부에 있는 화산으로, 높이는 3,173m이며 활화산이다. 정상에는 화구호가 있으며 산체의 모양은 성층 화산이다. 그리고 지열이 있는데도 산에서는 풀과 나무가 충분히 자란다. 그러나 정상에는 나무가 없다. 인도네시아의 화산 들 중 최고봉인 크린치 산의 남쪽에 있다. 수마트라섬에서 해발 고도가 가장 높은 산에 속한다.